# Solanum dammerianum
Solanum dammerianum är en potatisväxtart som beskrevs av Carl Karl Adolf Georg Lauterbach och Karl Moritz Schumann. Solanum dammerianum ingår i släktet skattor som ingår i familjen potatisväxter. Inga underarter finns listade i Catalogue of Life.